# Wilhelm Kroll

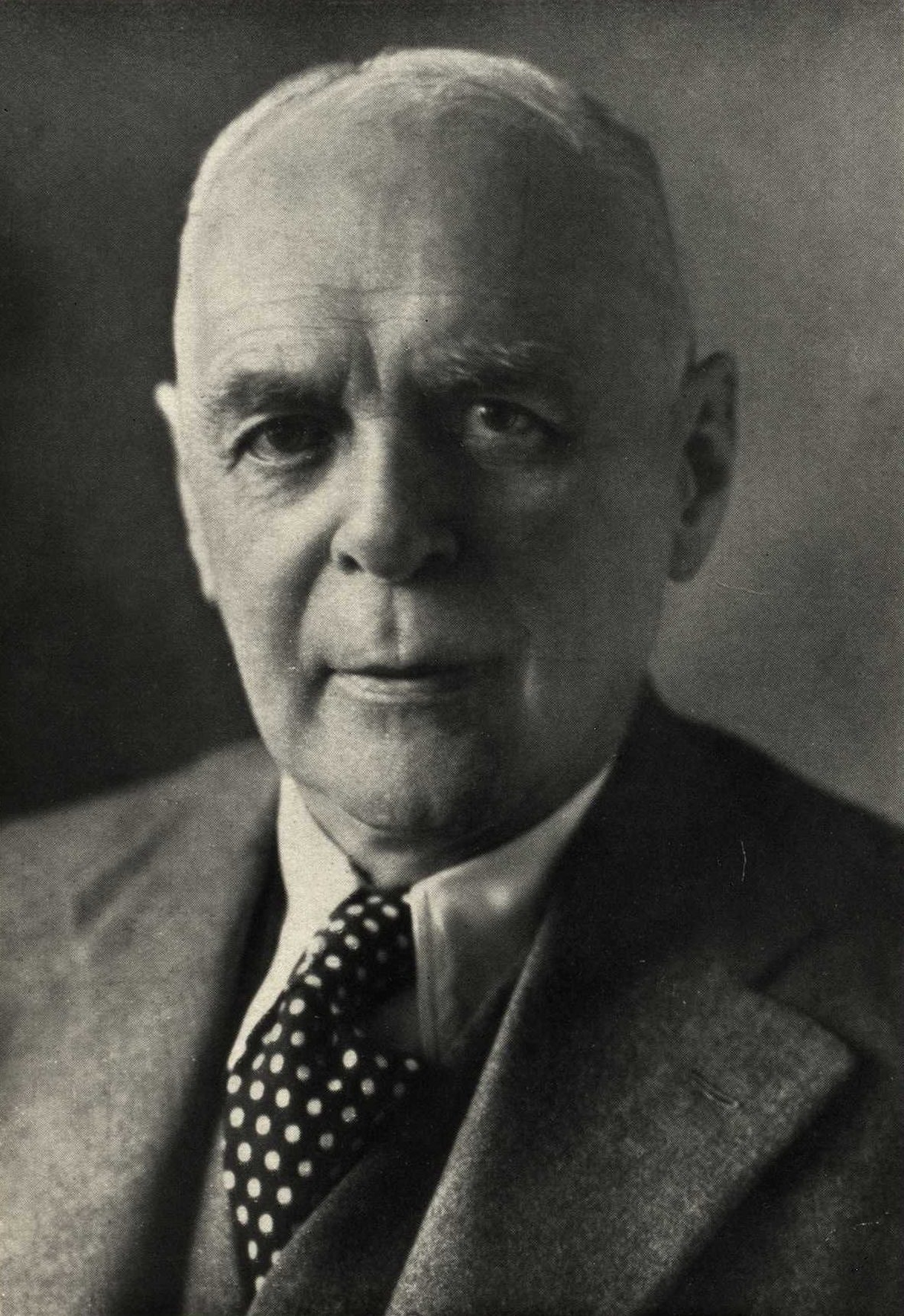
Wilhelm Kroll

Wilhelm Kroll (vollständiger Name Friedrich Wilhelm Kroll, * 7. Oktober 1869 in Frankenstein in Schlesien; † 21. April 1939 in Berlin) war ein deutscher Klassischer Philologe, der als Professor an den Universitäten Greifswald (1899–1906), Münster (1906–1913) und Breslau (1913–1935) wirkte. Neben Richard Heinze und Eduard Norden zählt er zu den führenden Latinisten seiner Generation. Seine kommentierten Editionen zu Ciceros rhetorischen Schriften Brutus (1908) und Orator (1913) sowie zum Dichter Catull (1923) und seine Monografien Die wissenschaftliche Syntax im lateinischen Unterricht (1917), Studien zum Verständnis der römischen Literatur (1924) und Die Kultur der ciceronischen Zeit (1933) blieben lange nach ihrem Erscheinen in Gebrauch und sind in Fachkreisen bis heute anerkannt. Darüber hinaus war er auf den Gebieten der spätantiken Philosophie, Astrologie und Astronomie, Erotik, Dichtungstheorie, Rhetorik und Naturwissenschaft tätig und veröffentlichte grundlegende kritische Editionen griechischer und lateinischer Autoren. Sein Organisationstalent bewährte er bei der jahrzehntelangen Redaktion von Fachzeitschriften (Bursians Jahresbericht über die Fortschritte der klassischen Altertumswissenschaft 1898–1913, Glotta 1913–1936) und der Neubearbeitung von Paulys Realencyclopädie der classischen Altertumswissenschaft (RE), die er ab 1906 bis an sein Lebensende herausgab.

## Leben

### Kindheit und Schulzeit
Wilhelm Kroll war Sohn des Juristen Wilhelm Kroll (1835–1923) und der Elise geb. Eichborn (1848–1925). Sein Großvater Johann Friedrich Kroll (1795–1873) war Lehrer am Gymnasium in Eisleben, sein Urgroßvater ein Müller in der Uckermark. Der Vater Wilhelm Kroll hatte nach dem Studium in Halle (Saale) und Berlin als Assessor und Kreisgerichtsrat in Naumburg, Berlin und Altlandsberg gearbeitet. In Berlin hatte er 1867 die kurz zuvor evangelisch getaufte Tochter des Berliner Fabrikanten, Großgrundbesitzers und Lotterieeinnehmers Ludwig (Louis) Eichborn (1819–1903) geheiratet, der Konkursmassenverwalter beim Stadt- und Kreisgericht Berlin war.
Im August 1869 zogen Wilhelm Krolls Eltern nach Frankenstein in Schlesien, wo sein Vater Amtsgerichtsrat wurde. Dort verbrachte Wilhelm Kroll mit seiner älteren Schwester Elisabeth (1868–1893) und seiner jüngeren Marie Eugenie (1876–nach 1939) seine frühe Kindheit. Bevor er schulpflichtig wurde, zog die Familie 1876 in die Provinzhauptstadt Breslau, an deren Amtsgericht sein Vater versetzt wurde. In Breslau besuchte Kroll die Vorschule des Johannesgymnasiums, an dem zu gleichen Teilen evangelische, katholische und jüdische Schüler unterrichtet wurden, und später deren Gymnasialabteilung. Von seinen Lehrern prägte ihn besonders der Direktor Carl Friedrich Wilhelm Müller, der nach Krolls Einschätzung die Schule „mit wissenschaftlichem Geist und sittlichem Ernst erfüllte“. Neben der Schule betrieb Kroll fleißig Lektüre deutscher, lateinischer, griechischer und englischer Literatur und nahm im Englischen, das damals an deutschen Gymnasien kaum gelehrt wurde, Privatunterricht bei einer Engländerin. Seine Sprachkenntnisse verfeinerte er später auf zahlreichen Auslandsreisen.

### Studium in Breslau und Berlin
Kroll studierte nach der Reifeprüfung Ostern 1887, die er mit besonderem Erfolg unter Erlassung der mündlichen Prüfung bestand, Klassische Philologie an der Schlesischen Friedrich-Wilhelms-Universität Breslau. In seinem ersten Semester besuchte er philologische und archäologische Vorlesungen bei Martin Hertz und August Rossbach, die ihn kaum anregten – im Gegensatz zum jüngeren dritten Lehrstuhlinhaber Wilhelm Studemund, der Kroll unter anderem in die Paläographie und Epigraphik einführte. Darüber hinaus begann Kroll bei Alfred Hillebrandt das Studium der Sprachwissenschaft. Einer Studentenverbindung trat er nicht bei, dafür dem Philologischen Verein Breslau, der fachbezogene Zusammenarbeit mit Geselligkeit verband und Kroll wichtige Kontakte verschaffte. Mit Unterstützung seines Vaters wechselte Kroll zum Wintersemester 1887/1888 an die Friedrich-Wilhelms-Universität Berlin, wo er sowohl als Gast am Philologischen Seminar von Adolf Kirchhoff und Johannes Vahlen teilnahm als auch Vorlesungen und Übungen der Sprachwissenschaftler Hermann Oldenberg und Heymann Steinthal und des Archäologen Adolf Furtwängler besuchte. Am stärksten wirkten auf Kroll nach seiner eigenen Aussage Carl Robert und Hermann Diels, die die Altertumswissenschaft als das ganze Kulturleben der Antike erfassende Disziplin vertraten. Insbesondere mit Diels blieb Kroll in den folgenden Jahren in Kontakt. Unter den Studenten fand Kroll Weggefährten in Alfred Gudeman, Friedrich Vollmer und Paul Wendland.
Zum Wintersemester 1888/1889 kehrte Kroll nach Breslau zurück, wo er den erweiterten Horizont seiner Studienfächer beibehielt. Er besuchte das philologische Proseminar von Studemund, der allerdings 1889 nach längerer Krankheit starb. Danach wurde Kroll in das Philologische Seminar aufgenommen, das von Hertz, Rossbach und Studemunds Nachfolger Richard Foerster geleitet wurde. Außerdem besuchte Kroll Vorlesungen der philologischen Privatdozenten Leopold Cohn, Richard Reitzenstein, Otto Rossbach und Franz Skutsch; mit letzterem, der auch dem Philologischen Verein angehörte, verband Kroll eine lebenslange Freundschaft, die auch in intensive wissenschaftliche Zusammenarbeit mündete. Seine sprachwissenschaftlichen Studien (speziell Sanskrit) setzte Kroll bei Hillebrandt fort, ferner besuchte er Vorlesungen zur systematischen Philosophie und Psychologie bei Benno Erdmann und dessen Nachfolger Clemens Baeumker.
Krolls erste selbstständige wissenschaftliche Arbeit ging aus einer Preisaufgabe der Philosophischen Fakultät hervor, die Martin Hertz gestellt hatte, der ihn auch bei der Abfassung der Arbeit betreute. Kroll überprüfte an der Briefsammlung des spätantiken Senators Symmachus, welche griechischen und lateinischen Autoren dieser rezipierte. Aus dieser Studie, die den ersten Preis erhielt, erwuchs Krolls Doktorarbeit zum selben Thema. Das Rigorosum in den Fächern Klassische Philologie, Alte Geschichte, Sanskrit, Sprachwissenschaft und Philosophie bestand Kroll im Februar 1891. Die Promotion zum Dr. phil. (mit der damals üblichen Verteidigung seiner Thesen in lateinischer Sprache mit drei Opponenten) erfolgte nach der Drucklegung seiner Dissertation am 6. Mai 1891.

### Erste Forschungsreisen nach Italien und Fortsetzung des Studiums in Bonn
Für seine erste größere wissenschaftliche Arbeit beriet sich Kroll mit dem Privatdozenten Richard Reitzenstein, der ihn auf die spätantiken Kommentare zu den Platonischen Dialogen und insbesondere den des Proklos zur Politeia hinwies, der in keiner genügenden kritischen Ausgabe vorlag. Krolls Antrag bei der Preußischen Akademie der Wissenschaften auf eine Reisekostenunterstützung, um die Handschriften in Florenz und Rom vergleichen zu können, wurde zwar abgewiesen, aber auf Veranlassung von Hermann Diels stellte die Charlotten-Stiftung der Preußischen Akademie im Juli 1891 eine ähnliche Aufgabe zu den Schriften des Neuplatonikers Damaskios. Um diese Ausschreibung zu gewinnen, reiste Kroll im September 1891 über Triest nach Venedig und Florenz, wo er bis zum Oktober die Handschriften der Proklos- und Damaskios-Schriften verglich.
Nach seiner Rückkehr aus Italien brachte Kroll die vorläufigen Ergebnisse seiner Forschungsreise in einer Preisschrift zu Papier, die er bei der Preußischen Akademie einreichte. Im Frühjahr 1892 entschied er sich, sein Studium in Bonn fortzusetzen, das damals mit den Philologen Franz Bücheler und Hermann Usener ein Zentrum der Altertumswissenschaft bildete. Nach seiner Immatrikulation (4. Mai 1892) nahm Kroll an Vorlesungen und Seminarübungen von Bücheler und Usener sowie des Archäologen Georg Loeschcke teil. Krolls bereits in Breslau begonnene Beschäftigung mit religionswissenschaftlichen und kulturhistorischen Fragen intensivierte sich durch den Kontakt zu Usener sowie den Mitgliedern des philologischen Vereins, in dem Kroll als Gast verkehrte. Am 30. Juni 1892 erfuhr Kroll, dass er den Preis der Charlotten-Stiftung der Preußischen Akademie gewonnen hatte. Damit war er für vier Jahre finanziell unabhängig und in der Lage, seine Forschungsvorhaben fortzusetzen und eine akademische Karriere zu verfolgen.
Kroll reiste von Oktober 1892 bis August 1893 erneut nach Italien. Er verbrachte viel Zeit in Bibliotheken mit Handschriftenstudien, bereiste aber auch das ganze Land mit Ausflügen nach Sizilien und Griechenland. Den größten Teil der Zeit verbrachte er in Rom, wo er Bibliotheken und Museen besuchte und in wissenschaftlichen und Künstler-Kreisen verkehrte. Er wohnte als Gast im Deutschen Archäologischen Institut, dessen Geselligkeit ihm menschliche und wissenschaftliche Anregung einbrachte. Über die Atmosphäre, welche die damaligen Leiter Eugen Petersen und Christian Hülsen (Nachfolger des kongenialen Wolfgang Helbig) am Institut kultivierten, äußerte er sich später spöttisch; für den jugendlichen Überschwang und italienisches Temperament hatten diese beiden Norddeutschen wenig Verständnis. Dagegen tauchte er Kroll in die für ihn befreiende und horizonterweiternde italienische Kultur und Lebensart ein und erlernte die italienische Sprache, die er auch auf den vielen nachfolgenden Reisen pflegte.

### Habilitation als Privatdozent in Breslau
Das in Italien gesammelte Forschungsmaterial, besonders zu den Handschriften, bestimmte Krolls wissenschaftliche Entwicklung und beschäftigte ihn bis ins Alter. Er arbeitete in den folgenden Jahren intensiv an der antiken astrologischen Literatur und dem darin ausgedrückten Glauben. Für seine Habilitation an der Universität Breslau reichte Kroll 1893 eine Schrift über die Chaldäischen Orakel ein, deren Fragmente er sammelte und in ihrem Zusammenhang erläuterte. Mit dieser Schrift, deren wichtigste Ergebnisse er 1895 in einem Aufsatz für das Rheinische Museum zusammenfasste, habilitierte sich Kroll am 19. April 1894 an der Universität Breslau für Klassische Philologie. In seiner Antrittsvorlesung über „Das Vulgärlatein“ am 21. April 1894 behandelte er ein anderes Forschungsgebiet, mit dem er sich sein Leben lang beschäftigen sollte: die historische Entwicklung der lateinischen Sprache.
In den folgenden fünf Jahren hielt Kroll als Privatdozent regelmäßig Vorlesungen und Übungen ab. Neben kursorischen Lektüren und Stilübungen im Griechischen und Lateinischen kündigte er Vorlesungen über den antiken Volksglauben, lateinische Inschriften, Herodot und die griechische Literatur der Kaiserzeit an. Da zu seiner Zeit die Zahl der Philologiestudenten an der Universität Breslau auf einem historischen Tiefpunkt stand, wurden seine Seminarübungen nur wenig besucht und nicht alle Vorlesungen kamen zustande. Dadurch blieb Kroll jedoch viel Zeit für seine eigene wissenschaftliche Arbeit. Gemeinsam mit Paul Viereck schloss er 1894 eine Edition des Dialogs Hermippus de astrologia ab (erschienen Leipzig: Teubner 1895). Im selben Jahr trat Theodor Mommsen mit der Bitte an ihn heran, die Ausgabe von Kaiser Justinians Novellen zum Abschluss zu bringen, was Kroll innerhalb eines Jahres gelang. Beide Ausgaben, die des Dialogs Hermippus und die der viel wichtigeren Novellen, waren von grundlegender Bedeutung und sind bis heute nicht ersetzt.
Nachdem 1894 eine unzulängliche Textedition von Iulius Firmicus Maternus’ astrologischem Lehrbuch erschienen war, schloss Kroll sich mit Franz Skutsch zusammen, um eine zuverlässige Ausgabe zu schaffen. Der Teubner-Verlag stampfte die eben erschienene Ausgabe ein und setzte mit Kroll und Skutsch einen Vertrag für die Neubearbeitung auf, die in zwei Bänden 1897 und 1913 erschien. Auch diese Ausgabe blieb im 20. Jahrhundert grundlegend und wurde erst in den 1990er Jahren durch eine neue ersetzt.
Auf der Philologenversammlung im Herbst 1895 in Köln erfuhr Kroll vom Vorhaben des belgischen Philologen Franz Cumont, die in griechischen Handschriften erhaltene astrologische Literatur zu sammeln. Aus dem bald darauf einsetzenden Briefwechsel und der Zusammenarbeit in dieser Sache erwuchs eine lebenslange Freundschaft der beiden Gelehrten, die nur während des Ersten Weltkriegs getrübt wurde. Kroll hatte nun einen Rahmen, um seine Handschriftenstudien zu bündeln. Auf einer weiteren Forschungsreise in Italien von November 1895 bis März 1896 untersuchte er Handschriften in Mailand, Florenz und Rom, darunter vor allem die des spätantiken Philosophen Themistios. Nach seiner Rückkehr erhielt er außerdem astrologische Materialsammlungen (Kollationen) von August Engelbrecht und Ernst Riess. Durch die Arbeit an den lateinischen Astrologen Firmicus Maternus und Vettius Valens vertiefte Kroll seine Kenntnis des spätantiken Lateins. Er profilierte sich in diesem Bereich auch durch einen Aufsatz über Das afrikanische Latein (1897), in dem er darlegte, dass die sprachlichen Eigenheiten mancher Schriftsteller des römischen Nordafrika nicht auf den dortigen volkssprachlichen Dialekt zurückgehen könnten. Damit korrigierte er eine Deutung von Karl Sittl, einem Schüler Eduard Wölfflins. Zu einem Zerwürfnis mit Wölfflin kam es jedoch nicht: Für dessen Thesaurus Linguae Latinae bearbeitete Kroll die philosophischen Schriften des Apuleius.
Ab 1898 übernahm Kroll die Herausgeberschaft einer prominenten bibliografischen Zeitschrift, Bursians Jahresbericht über die Fortschritte der klassischen Altertumswissenschaft und wurde dadurch weiteren Fachkreisen bekannt. Kroll führte die Redaktion zuerst gemeinsam mit Oskar Seyffert, nach dessen Rücktritt 1899 mit Ludwig Gurlitt, ab 1906 allein. Diese Aufgabe brachte Kroll ein wichtiges Nebeneinkommen und eine größere Bekanntheit in Fachkreisen ein. Kroll bemühte sich um ein internationales Profil des Jahresberichts und insbesondere dessen biografischer Sektion, in der Nachrufe auf Gelehrte des In- und Auslands erschienen.
Bei aller Produktivität musste Kroll während der Breslauer Zeit einige Rückschläge hinnehmen: 1895 bewarb er sich erfolglos um das Reisestipendium des Deutschen Archäologischen Instituts. Im selben Jahr machte ihm Gustav Meyer Hoffnungen auf eine außerordentliche Professur an der Universität Graz, die sich jedoch nicht erfüllten. Im Herbst 1898 stand Kroll an dritter Stelle bei der Nachfolge für August Rossbach an seiner eigenen Universität, aber das Ministerium berief mit Eduard Norden einen eigenen Kandidaten. Dieser (Norden) sorgte allerdings dafür, dass Kroll als sein Nachfolger an der Universität Greifswald vorgeschlagen wurde, was im April 1899 zu seiner Berufung und Ernennung zum ordentlichen Professur für Klassische Philologie führte.

### Als Ordinarius in Greifswald (1899–1906)
Krolls Berufung an die Universität Greifswald wurde von zwei Seiten vorbereitet: Einerseits nannte ihn die Fakultät (auf Eduard Nordens Wunsch) an zweiter Stelle (secundo loco) nach Richard Heinze, andererseits durch Hermann Diels in Berlin, der Kroll dem Referenten für das Hochschulwesen beim preußischen Kultusministerium Ludwig Elster zur Beförderung empfohlen hatte. Auf Diels’ Rat sprach Kroll im März 1899 persönlich bei Elster vor und erhielt wenige Wochen später den Ruf auf den ordentlichen Lehrstuhl für Klassische Philologie, den er sofort annahm.
Am 23. April 1899, während des laufenden Sommersemesters, zog Kroll nach Greifswald und begann sofort seine Vorlesungen. Die Zuhörerzahlen waren zunächst so gering wie in Breslau, steigerten sich aber mit den Jahren: Während Kroll in seinem ersten Greifswalder Semester vor sieben Hörern las, waren es im Sommersemester 1904 bereits 65. Krolls Vorlesungen galten vor allem lateinischen Themen und wurden zur Grundlage seiner späteren Publikationen in diesem Bereich, so der kommentierten Ausgaben zu Cicero und Catull, seinen Studien zur römischen Kultur, Literatur und lateinischer Syntax. Gesellschaftlich fand er rasch Anschluss durch seine nur wenig älteren Fachkollegen Alfred Gercke und Alfred Körte sowie durch den sogenannten Apostelklub, eine informelle Gelehrtengesellschaft, der unter anderem der Historiker Otto Seeck, der Anglist Matthias Konrath, der Sanskritist Ludwig Heller und der Sprachwissenschaftler Philipp Wegener angehörten. Letzterer wurde bald Krolls Schwiegervater: Im Winter 1899/1900 lernte Kroll dessen zweite Tochter Katharina (Käthe) kennen, mit der er sich Ende Januar 1900 verlobte und die er am 16. April 1900 heiratete. Das Ehepaar bekam in den Jahren 1901 bis 1907 drei Söhne und eine Tochter.
Neben seinen Amts- und Familienpflichten fand Kroll immer wieder Zeit zu Forschungsreisen, so um Neujahr 1902 nach Paris, 1904 nach Wien und 1905 nach Rom und Florenz. Neben seinen eigenen Editionsprojekten förderte er dadurch die Commentaria in Aristotelem Graeca der Preußischen Akademie der Wissenschaften, für die er eine Edition von Syrians Kommentar zur Aristotelischen Metaphysik übernommen hatte, sowie den Catalogus Codicum Astrologorum Graecorum des belgischen Philologen Franz Cumont, für den Kroll Bibliotheken in England, Florenz, Rom, Venedig und Wien besuchte. Seine Besuche in Wien verschafften ihm 1905 einen Ruf an die dortige Universität (als einziger Kandidat, unico loco), den Kroll aber wegen der erhöhten Lebenshaltungskosten ablehnte. Zuvor war 1903 ein Ruf an die Universität Gießen nicht zustande gekommen, weil die hessische Regierung seine Berufung abgelehnt hatte.
Zum akademischen Jahr 1906/07 wurde Kroll zum Dekan der Philosophischen Fakultät gewählt. Noch bevor er das Dekanat antreten konnte, erreichte ihn im April 1906 ein Ruf an die Westfälische Wilhelms-Universität Münster in Westfalen, den er annahm.

### Als Ordinarius in Münster (1906–1913)
Die Universität Münster war erst wenige Jahre zuvor (1902) zur Universität erhoben worden und befand sich in vielerlei Hinsicht noch im Aufbau. Dem Philologischen Seminar standen die zwei Ordinarii für Klassische Philologie (Kroll und Peter Sonnenburg) als Direktoren vor; ihr Lehrangebot wurde durch einen Extraordinarius ergänzt (Carl Hosius, später Ludwig Radermacher und Karl Münscher). Obwohl die Zahl der Philologiestudenten damals über 200 betrug, hatte das Philologische Seminar nur zwölf Mitglieder und eine sehr kümmerliche Bibliothek. Kroll setzte daher verschiedene Reformen durch, durch die das Studium der Altertumswissenschaft in Münster nachhaltig verbessert wurde: Er schaffte größere Bücherbestände an, vergrößerte das Philologische Seminar und teilte es in vier Abteilungen mit steigenden Anforderungen ein, und er warb Mittel für eine Assistentenstelle ein, die Kurt Witte besetzte. Darüber hinaus betrieb Kroll nach dem Vorbild anderer preußischer Universitäten die Zusammenfassung der altertumswissenschaftlichen Disziplinen in einem Institut für Altertumskunde, das er im Wintersemester 1909/10 zusammen mit Peter Sonnenburg und dem Althistoriker Otto Seeck gründete. Im Wintersemester 1910/1911 trat der Sprachwissenschaftler Otto Hoffmann dazu. Die Klassische Archäologie (Friedrich Koepp) trat erst nach Krolls Weggang 1914 dazu. Dass Seeck (1907) und Hoffmann (1909) an die Universität Münster berufen worden waren, lag auch an Krolls Fürsprache für sie in der Fakultät. Das Institut für Altertumskunde bestand der oben beschriebenen Konstellation bis in die 1960er Jahre.
Als akademischer Lehrer hatte Kroll in Münster einigen Erfolg. Die Studentinnen und Studenten strebten größtenteils das schulische Lehramt an, aber einige unternahmen eine akademische Karriere und hatten dabei Erfolg. Friedrich Focke (Dr. phil. 1911) wurde später Professor in Tübingen, Josef Kroll (Dr. phil. 1913) in Köln, Ryszard Gansiniec in Warschau, Posen, Lwów, Wrocław und Krakau. Der Zulassung von Frauen zum Studium ab 1908 stand Kroll grundsätzlich positiv gegenüber. Als Dekan 1909/1010 promovierte er am 23. November 1909 die erste Doktorandin der Universität Münster, Johanna Richter. Seine Studentin Helene Cramer folgte Kroll 1913 nach Breslau und wurde später Oberstudienrätin.
Krolls Erfolge in Münster blieben nicht unbemerkt und er spielte auf verschiedenen Gründen mit dem Gedanken, in seine Heimatstadt Breslau zurückzukehren, wo auch seine Schwester und seine hochbetagten Eltern lebten. Bereits 1909 schlug ihn die Philosophische Fakultät der Universität Breslau an erster Stelle zum Nachfolger von Paul Wendland vor; das Ministerium zog damals allerdings Alfred Gercke vor, der schon deutlich länger auf eine Beförderung wartete. Die nächste Gelegenheit bot sich im Herbst 1912, als Krolls Freund Franz Skutsch in Breslau nach schwerer Krankheit verstarb. Kroll übernahm von Skutsch die Redaktion der sprachwissenschaftlichen Zeitschrift Glotta und gab auch Skutschs Kleine Schriften (Leipzig 1914) heraus. Zu Krolls großer Verärgerung wurde er in der Vorschlagsliste der Fakultät für Skutschs Nachfolge im Winter 1912 nicht einmal namentlich erwähnt. So war Kroll geneigt, einen im Februar 1913 an ihn ergangenen Ruf an die Universität Würzburg anzunehmen. Auf Anraten von Hermann Diels und Georg Wissowa sprach er direkt bei Ludwig Elster, dem zuständigen Referenten im preußischen Kultusministerium, vor und erreichte, dass er gegen den Willen der Fakultät am 17. März 1913 zum ordentlichen Professor für Klassische Philologie an der Universität Breslau ernannt wurde.

### Als Ordinarius in Breslau (1913–1935)
In Breslau blieb Kroll bis zu seiner Emeritierung 1935, unterbrochen von Gastaufenthalten in den USA (am Institute for Advanced Study, Wintersemester 1930/31) und in Großbritannien (1935). 1922/23 war er Rektor der Universität, 1927/28 Dekan der Fakultät. Im Frühjahr 1937 zog er nach Berlin, wo er zwei Jahre später im 70. Lebensjahr verstarb.
Kroll war seit 1900 verheiratet mit Käthe Wegener, der Tochter des Gymnasialdirektors Philipp Wegener (1848–1916). Das Paar hatte drei Söhne und eine Tochter Edith, die 1924 den Archäologen Reinhard Herbig heiratete.
Seit 1922 war Kroll Ehrenphilister der SBV Ostmark zu Breslau.

## Bedeutung
Kroll war auf zahlreichen Gebieten der klassischen Philologie tätig. So verfasste er Kommentare zu den römischen Schriftstellern Cicero und Catull sowie ein Werk über die Kultur der ciceronischen Zeit. Er gab mehrere Zeitschriften heraus (Jahresberichte über die Fortschritte der klassischen Altertumswissenschaften, 1898–1913, und Glotta), bearbeitete die Geschichte der römischen Literatur von Wilhelm Siegmund Teuffel und schrieb ein Werk über die Geschichte der Klassischen Philologie. Er beschäftigte sich auch mit der lateinischen Sprache, mit antiker Astronomie und Astrologie sowie der spätantiken Philosophie und Religionsgeschichte.
Seine größte Leistung war jedoch die Redaktion der Neubearbeitung von Paulys Realencyclopädie der classischen Altertumswissenschaft (RE), die er 1906 von Georg Wissowa übernommen hatte. Er betreute, teilweise unterstützt von Kurt Witte und Karl Mittelhaus, das vielbändige Nachschlagewerk mehr als dreißig Jahre lang bis zu seinem Tod, konnte es aber nicht abschließen, obwohl er durch Einführung einer mit dem Buchstaben R beginnenden zweiten Reihe den Erscheinungsverlauf zu beschleunigen suchte. Kroll selbst verfasste seit 1899 insgesamt über 1100 Artikel für das Unternehmen, darunter auch große Übersichtsartikel wie Lehrgedicht (1925) und Rhetorik (1940).

## Ehrungen
- Ehrendoktor der juristischen Fakultät der Universität Breslau
- ordentliches Mitglied des Deutschen Archäologischen Instituts (1934)
- Korrespondierendes Mitglied der Österreichischen Akademie der Wissenschaften (1935)
- Ehrendoktor der University of Oxford (1936)
- Korrespondierendes Mitglied der British Academy (1937)[10]
- Ehrendoktor der University of Cambridge (1938)
- Präsident der Schlesischen Gesellschaft für vaterländische Kultur (1927–1934)

## Schriften
- De oraculis Chaldaicis (= Breslauer philologische Abhandlungen. Band 7,1). Koebner, Breslau 1894; Nachdruck Olms, Hildesheim 1986, ISBN 3-487-00229-9.
  - Französische Übersetzung: Discours sur les oracles chaldaïques. Traduit du latin par Henri-Dominique Saffrey. Paris: J. Vrin, 2016. (Textes et tradition, 28). ISBN 978-2-7116-2746-2.
- Antiker Aberglaube. Verlagsanstalt und Druckerei A.-G., Hamburg 1897 (Digitalisat).
- Analecta Graeca. In: Wissenschaftliche Beilage zum Vorlesungsverzeichnis der Universität Greifswald. Ostern 1901 (Digitalisat in der Digitalen Bibliothek Mecklenburg-Vorpommern).
- Catalogus Codicum Astrologorum Graecorum. Lamertin, Brüssel.
  - Band 6: Codices Vindobonenses. 1903.
  - Band 5: Codices Romani. 4 Teilbände. 1904–1940 (zusammen mit Franz Cumont, Franz Boll und Joseph Heeg).
- Geschichte der klassischen Philologie (= Sammlung Göschen. Band 367). 1908; 2., verbesserte Auflage. de Gruyter, Berlin/Leipzig 1919.
- C. Valerius Catullus. 1923; 7. Auflage. Teubner, Stuttgart 1989, ISBN 3-519-24001-7.
- Studien zum Verständnis der römischen Literatur. Metzler, Stuttgart 1924; Nachdruck Garland, New York/London 1978, ISBN 0-8240-2972-0.
- Die Kultur der ciceronischen Zeit. 2 Teile. Dieterich, Leipzig 1933; Nachdruck Wissenschaftliche Buchgesellschaft, Darmstadt 1975, ISBN 3-534-01542-8.